# ASK Riga (Basketball)
ASK Rīga ist ein Basketball- und Handballverein aus Riga in Lettland. Er wurde im Jahre 2004 gegründet.

## Basketball

### Geschichte

#### Der historische ASK Riga (1931 bis 1991)
Von 1931 an existierte in Riga eine Basketballmannschaft des Armeesportvereins, die zu den führenden Mannschaften des Landes gehörte und in den 1950er Jahren auch zu den besten Mannschaften der Sowjetunion und damit auch zu den besten Vereinsmannschaften Europas. 1955 sowie 1957 und 1958 gewann man die Meisterschaft der Sowjetunion und konnte anschließend dreimal hintereinander von 1958 bis 1960 die ersten drei Austragungen des Europapokals der Landesmeister gewinnen. Zu den prägenden Persönlichkeiten der Mannschaft gehörte ihr langjähriger Trainer Alexander Gomelski, der die Mannschaft von 1952 bis 1964 betreute und anschließend noch zwei Jahrzehnte für den Moskauer Armeesportverein ZSKA Moskau tätig war. Ohne Gomelski, der den Verein nach der Vizemeisterschaft 1964 verließ, konnte sich ASK nicht mehr unter den drei führenden Mannschaften der Sowjetunion platzieren und wurde 1991 aufgelöst.

#### BK Brocēni (1991 bis 2001)
Ohne unmittelbare direkte Verbindung zum ASK wurde 1991 der BK Brocēni in Riga gegründet. Nachdem auch der lokale Konkurrent von ASK, die bisherige Betriebssportmannschaft von VEF Riga, 1992 vorübergehend ihren Spielbetrieb eingestellt hatte, war Brocēni in den ersten Jahren der Lettischen Basketballliga ohne Konkurrenz und gewann die Meisterschaften von 1992 bis 1999, dabei von 1995 an mit dem Namenszusatz ASK der alten Armeesportmannschaft. 2001 stellte dann auch Brocēni seinen professionellen Spielbetrieb ein, nachdem die Meisterschaften 2000 und 2001 an den BK Ventspils gegangen waren.

#### BK Skonto Riga (2001 bis 2004)
Nach dem Ende des BK Brocēni wurde der erstklassige Spielbetrieb im Basketball in Riga durch eine 2001 gegründete Abteilung von Skonto Riga weitergeführt. Der BK Skonto wurde dreimal hintereinander Vizemeister, aber konnte jedoch in den Finalspielen der nationalen Meisterschaft den BK Ventspils nicht gefährden, der weiterhin die Meisterschaften dieser Jahre gewann.

#### BK Riga (2004 bis 2006) / ASK Riga (2006 bis 2009)
Nach dem Ende des BK Skonto Riga 2004 führte der BK Riga neben dem 1991 gegründeten BK Barons Rīga die Tradition des Rigaer Basketballs auf höchster nationaler Ebene fort. 2006 nannte sich die Mannschaft in ASK Riga um und nahm damit Bezug auf die Ursprünge in der Armeesportmannschaft. Nach der Meisterschaft 2007 verlor die Mannschaft den Anschluss an die nationale Spitze und erreichte 2009 nur den sechsten Platz. Zu Beginn der folgenden Spielzeit 2009/10 wurde der Spielbetrieb eingestellt, nachdem neben den BK Barons auch der BK VEF Rīga in die Lettische Basketballliga zurückgekehrt war.

### Erfolge
- Lettische Basketballliga:
  - 2005 – 6. Rang
  - 2006 – 3. Rang
  - 2007 – Meister
- Baltic Basketball League
  - 2005 – 5. Rang Division 2
  - 2006 – keine Teilnahme
  - 2007 – 6. Rang

## Handball
Im Jahr 1993 wurde das Handballteam als Verein der nationalen Streitkräfte gegründet. Das Team gewann 10-mal den lettischen Meistertitel und 5-mal die Meisterschaft der Baltic League Champion. Der ASK nahm auch am EHF-Pokal teil. Seit dem Jahr 2002 ist die Aizkraukles Bank Hauptsponsor des Vereins. Das Team ASK/AB.LV gewann verschiedene nationale Turniere und spielte ebenso auf europäischer Ebene.
Die Heimspiele finden in der NBS sporta zāle statt.